# Etničke grupe Mianmara
Etničke grupe Burme (Mianmara, Mjanmara), 49,221,000 stanovnika (UN Country Population; 2008)
- Achang, Maingtha	35,000
- Akha, Ekaw	239,000
- Anal	6,900
- Anu	1,200
- Bengalci	257,000
- Britanci	400
- Bulang, Blang	14,000
- Burmanci	27,430,000
- Chak	20,000
- Chaungtha	167,000
- Chin, Bawm	3,700
- Chin, Chindwin	27,000
- Chin, Daai	36,000
- Chin, Falam	119,000
- Chin, Haka, Baungshe	119,000
- Chin, Khumi	41,000
- Chin, Khumi Awa	41,000
- Chin, Kuki, Thado-Kuki	36,000
- Chin, Mara, Lakher	24,000
- Chin, Mro	43,000
- Chin, Mun, Chinbok	36,000
- Chin, Ngawn	21,000
- Chin, Paite	12,000
- Chin, Senthang	32,000
- Chin, Siyin, Sizang	12,000
- Chin, Tawr	900
- Chin, Tiddim	230,000
- Chin, Zotung	49,000
- Dainet	26,000
- Danau	138,000
- Derung	6,200
- Gante, Gangte	6,000
- Gdžarati	32,000
- Hakka	35,000
- Hindi	119,000
- Hrangkhol	8,400
- Hui, Panthay	8,200
- Intha	93,000
- Kachin, Jingpho	932,000
- Kadu, Thet	177,000
- Kantomski Kinezi	142,000
- Karen, Black, Pa-O	770,000
- Karen, Brek	23,000
- Karen, istočni Kayah	271,000
- Karen, Geba	10,000
- Karen, Gheko	13,000
- Karen, Kayah	101,000
- Karen, Lahta	9,900
- Karen, Manumanaw	9,900
- Karen, Padaung	56,000
- Karen, Paku, Mopwa	7,300
- Karen, Pwo, istočni	1,066,000
- Karen, Pwo, zapadni	229,000
- Karen, Red, Bghai	22,000
- Karen, S'gaw, Paganyaw	1,767,000
- Karen, Striped, Yinchia	7,300
- Karen, Yinbaw	10,000
- Karen, Yintale	9,900
- Karen, Zayein	13,000
- Kawa, Vo, Wa	73,000
- Khampti, Khamti Shan	70,000
- Khmu, Pouteng	100,000
- Khyang, Chin, Asho	12,000
- Kiorr, Angku	10,000
- Lahu, Black	144,000
- Lahu Shi, Žuti Lahu	11,000
- Lama	5,000
- Lao	23,000
- Laopang	9,300
- Lashi, Letsi	31,000
- Lisu, Crni	4,600
- Lisu, južni	157,000
- Lopi	4,900
- Lushai, Mizo	17,000
- Mahei	14,000
- Malajci, Salon	25,000
- Malayali	21,000
- Mandarinski Kinezi	593,000
- Manipuri, Ponna	11,000
- Maru, Laungwaw	108,000
- Meo, plavi	13,000
- Min Nan Kinezi	177,000
- Moken	7,700
- Mon, Talaing	730,000
- Naga, Khiamngan, Para	2,300
- Naga, Konyak	1,400
- Naga, Tangsa, Rangpan	57,000
- Naga, Yimchungru	4,600
- Nepalci, 	269,000
- Nga La	41,000
- Norra, Nora	6,400
- Orisi	109,000
- Palaung, Golden, Shwe	208,000
- Palaung, Riang-Lang	50,000
- Palaung, Rumai	142,000
- Palaung, Silver, Pale	267,000
- Palu	4,600
- Phun, Hpon	400
- Pandžabi	116,000
- Purum	500
- Pyen	1,200
- Rakhine, Arakanci	1,915,000
- Ralte	26,000
- Ranglong ?
- Rawang, Nung	143,000
- Rohingya	895,000
- Samtao	9,900
- Sansu	5,000
- Shan	4,159,000
- Sinobirmanci	15,000
- Tai Doi	4,600
- Tai Khun	119,000
- Tai Lu	286,000
- Tai Nua,  99,000
- Taman	13,000
- Tamang, Eastern	?
- Tamili	136,000
- Tangkhul	17,000
- Taungyo, Dawe	41,000
- Tavoyan, Tavojci	98,000
- Telugu	126,000
- Thai, Centralni	39,000
- Tibetanci, Deqen, Khampa	1,000
- Tulung, Drung	63,000
- Vaiphei	6,900
- Wa, Parauk	471,000
- Welaung	10,000
- Wewaw	25,000
- Yangbye, Yangye	1,114,000
- Yos	6,600
- Zaiwa, Atsi	33,000
- Zo	39,000
- Zyphe	19,000
- Židovi	100